# Przełęcz Krzywiecka
Przełęcz Krzywiecka – przełęcz położona na terenie Pogórza Dynowskiego na wysokości 348 m n.p.m., pomiędzy szczytami Góry Krzywieckiej (348 m n.p.m.) a Bukowego Garbu (428 m n.p.m.). Przez przełęcz nie biegnie żaden znakowany szlak turystyczny.